# Lekoni-Lekori
Lekoni-Lekori è un dipartimento della provincia di Haut-Ogooué, in Gabon, che ha come capoluogo Akieni.